# Dhivër
Dhivër (em albanês, em grego: Δίβρη - Divri) é uma comuna (em albanês:  komuna) da Albânia localizada no distrito de Sarandë, prefeitura de Vlorë.